# The Malpas Mystery
The Malpas Mystery (übersetzt „Das Malpas-Geheimnis“) ist ein britischer Kriminalfilm von Sidney Hayers aus dem Jahr 1960. Produziert wurde er von der Filmgesellschaft Merton Park Studios. Das Drehbuch stammt von Paul Tabori und Gordon Wellesley und baut auf dem Roman The Face in the Night (dt. Das Gesicht im Dunkel) von Edgar Wallace auf. Der Film war der dritte Teil der Edgar Wallace Mysteries, einer Serie von 47 Edgar-Wallace-Verfilmungen der Merton Park Studios zwischen 1960 und 1965; in Deutschland wurde er nie gezeigt.

## Handlung
Die auf dem Land lebende Audrey Bedford muss ihre Wohnung aus finanziellen Gründen aufgeben und zieht nach London zu ihrer Schwester Dora. Diese und ihr Mann Lacey Marshalt sind Kriminelle und haben sich auf Diamantendiebstähle spezialisiert. Sie benutzen Audrey als Kurier für den Transport eines wertvollen Colliers, das der schwedischen Königin gestohlen wurde. Sie wird mit dem Schmuck verhaftet und obwohl Inspektor Dick Shannon von ihrer Unschuld überzeugt ist und die wahren Zusammenhänge erkennt, deckt Audrey ihre Schwester und geht für neun Monate in Haft. Nach ihrer Entlastung nimmt sie eine Stellung als Sekretärin bei einem mysteriösen Mr. Malpas in der Nachbarschaft an. Obwohl Inspektor Shannon Audrey überwachen lässt, ist sie eines Tages verschwunden.

## Kritiken
Joachim Kramp und Jürgen Wehnert zitieren in ihrem Das Edgar Wallace Lexikon von 2004 eine Kritik des Monthly Film Bulletin zum Film. Demnach sei der Film „leicht über dem Durchschnitt der neuen Edgar-Wallace-Verfilmungen von Merton Park.“ Er beschwöre eine „Aura des Mysteriösen“ und protze mit einer Starbesetzung aus Geoffrey Keen, Allan Cuthbertson und Leslie French sowie Maureen Swanson als „temperamentvolle Heldin“.

## Belege
1. ↑  
„The Malpas Mystery.“ In: Joachim Kramp, Jürgen Wehnert: Das Edgar Wallace Lexikon. Leben, Werk, Filme. Es ist unmöglich, von Edgar Wallace nicht gefesselt zu sein! Verlag Schwarzkopf & Schwarzkopf, Berlin 2004; S. 406–407. ISBN 3-89602-508-2.
2. ↑  
Kritik vom Monthly Film Bulletin vom Februar 1962, zitiert nach „The Malpas Mystery.“ In: Joachim Kramp, Jürgen Wehnert: Das Edgar Wallace Lexikon. Leben, Werk, Filme. Es ist unmöglich, von Edgar Wallace nicht gefesselt zu sein! Verlag Schwarzkopf & Schwarzkopf, Berlin 2004; S. 406–407. ISBN 3-89602-508-2.